# Schienenverkehr in Turkmenistan
Der Schienenverkehr in Turkmenistan wird von der staatlichen Eisenbahngesellschaft Türkmendemirýollary auf einem über 5000 km langen Streckennetz mit einer Spurweite von 1520 mm (Russische Breitspur) betrieben.

## Geschichte

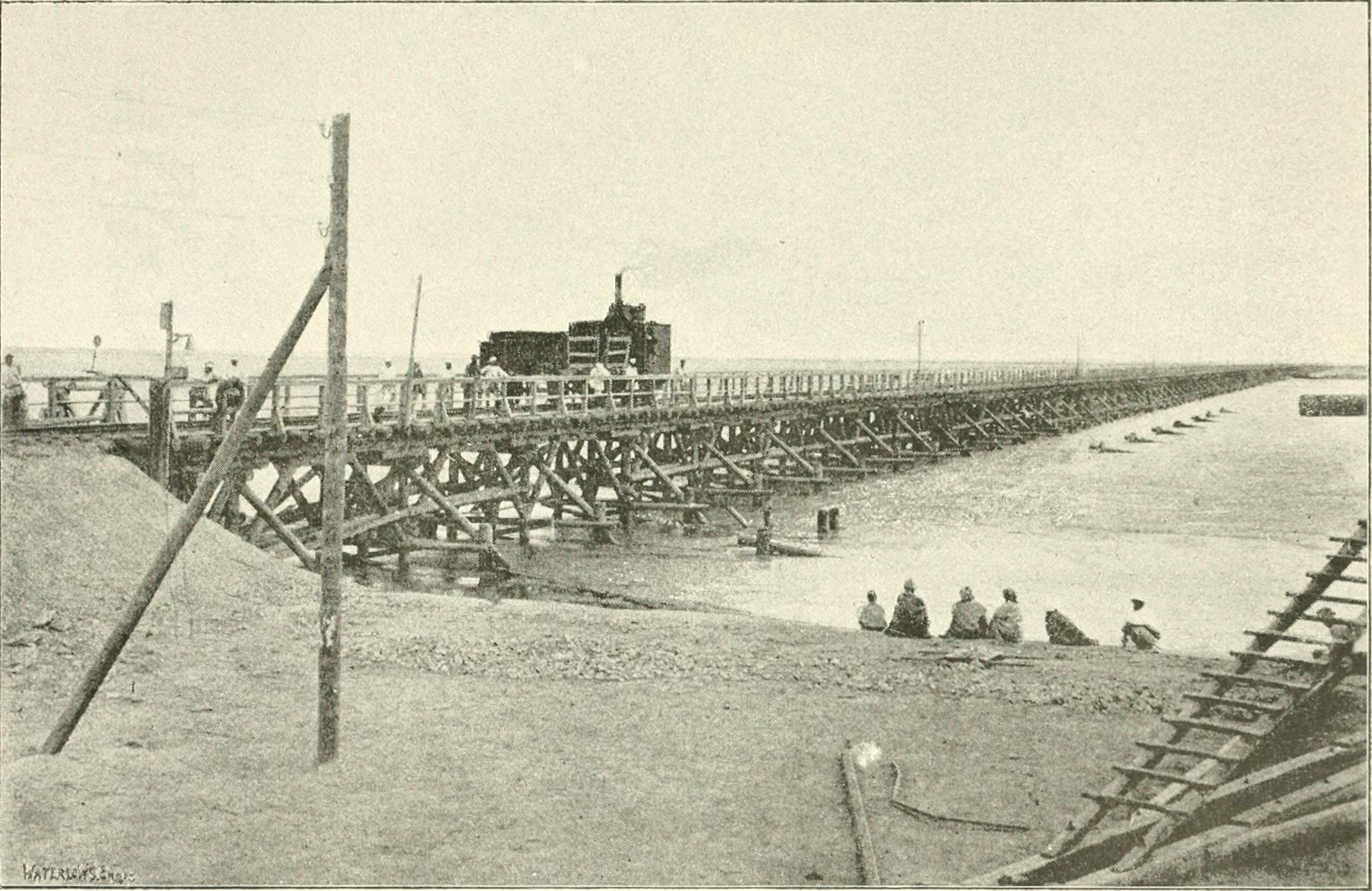
Holzbrücke der Transkaspischen Eisenbahn über den Amudarja (Oxus) zwischen Mary und Samarkand, 1890

Die erste Bahnstrecke in Turkmenistan wurde 1885 zwischen Krasnowodsk (heute Türkmenbaşy) am Kaspischen Meer und Aschgabat eröffnet. 1886 wurde sie bis nach Tschardschou (heute Türkmenabat) und 1888 bis Samarkand im heutigen Usbekistan verlängert. Sie ist heute Teil der Transkaspischen Eisenbahn. Die Strecke war anfangs ein vom übrigen russischen Netz getrennter Inselbetrieb. Erst als 1905 zwischen Krasnowodsk und Baku (Bakı) (im heutigen Aserbaidschan) eine Eisenbahnfähre eingeweiht wurde, war durchgehender Verkehr möglich. 1906 folgte dann eine Bahnverbindung nach Orenburg.
Ab 1931 kamen Diesellokomotiven zum Einsatz, die die Dampflokomotiven im Laufe der nächsten 30 Jahre komplett ersetzten. In der Zeit der Sowjetunion wurde das Netz weiter ausgebaut. Ab den 1980er Jahren gab es eine erste, kurze, grenzüberschreitende Strecke nach Afghanistan, die 1989 nach dem Abzug der sowjetischen Truppen aus Afghanistan keinen Verkehr mehr aufwies. Der wurde 2007 wieder aufgenommen und 2016 folgte eine zweite Strecke über die Grenze, die ihren Ausgang von Kerki nimmt. 
Das seit 1991 unabhängige Turkmenistan legte 1993 ein Programm mit dem Ziel auf, in den nächsten Jahrzehnten 2000 km neue Eisenbahninfrastruktur anzulegen. Das wurde auch größtenteils umgesetzt. Die beiden größten Projekte waren die
- Bahnstrecke Schangaösen–Bandar-e Torkaman (700 km) und die
- Bahnstrecke Aşgabat–Daşoguz (422 km).

Die Länge des Schienennetzes in Turkmenistan liegt mittlerweile bei über 5000 km.

## Strecken

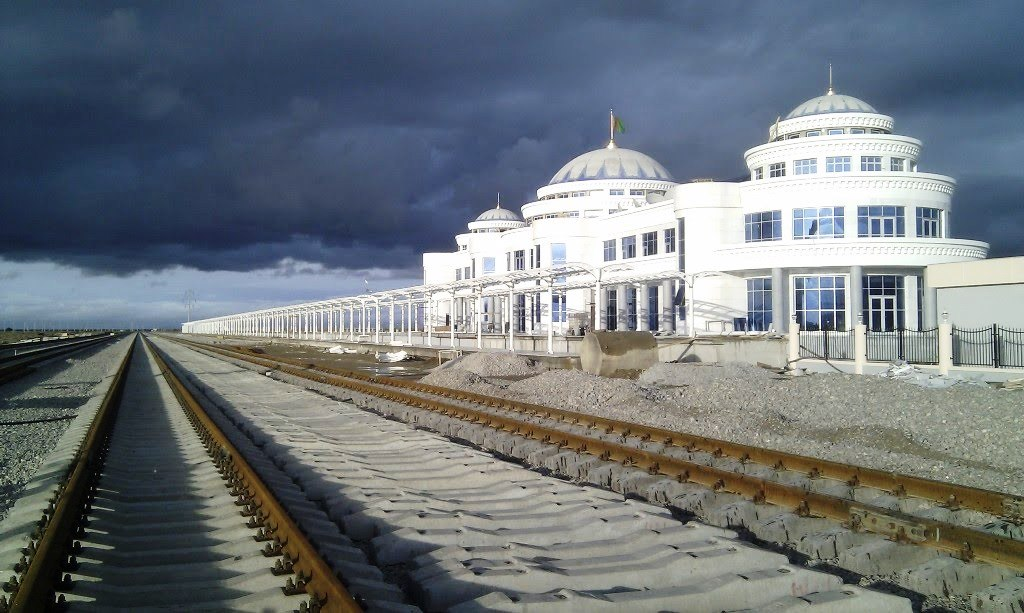
Bahnhof Bereket, Neubau, 2013

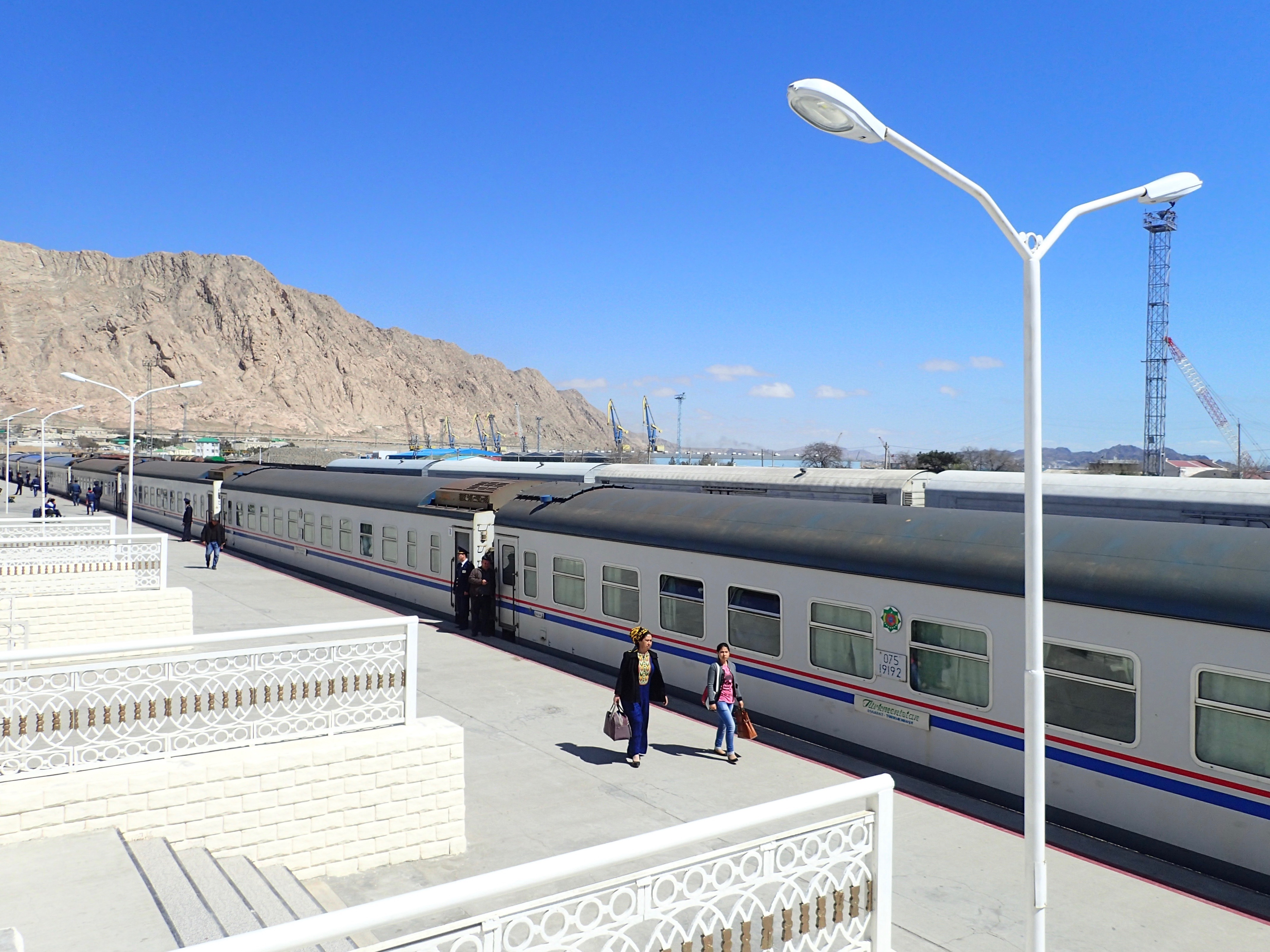
Personenzug in Türkmenbaşy

Die Bahnstrecken haben eine Spurweite von 1520 mm (Russische Breitspur).

## Grenzübergänge
Insgesamt bestehen derzeit (2022) 12 internationale Eisenbahngrenzübergange aus dem turkmenischen Netz.
Kasachstan
Mit der Bahnstrecke Schangaösen–Bereket entstand eine grenzüberschreitende Strecke nach Kasachstan. Sie wurde 2012 eröffnet. Anfänglich nicht an das kasachische Netz angebunden, wurde diese Verbindung 2014 geschaffen und ermöglicht heute Durchgangsverkehr zwischen Kasachstan und dem Iran.
Usbekistan
Grenzstreitigkeiten mit Usbekistan führten 1991 zur Stilllegung der internationalen Eisenbahnverbindung, so dass die Fähre nach Aserbaidschan vorübergehend wieder die einzige Eisenbahnverbindung zwischen dem turkmenischen Netz und dem Rest der Welt war. Die Eisenbahnverbindung nach Usbekistan blieb mehrere Jahre außer Betrieb und wird seitdem nur zeitweise genutzt.
Iran
Seit 1996 gibt es bei Sarahs einen Übergang für den grenzüberschreitenden Eisenbahnverkehr in den Iran, sowie seit 2013 einen zweiten im Zuge der Bahnstrecke Schangaösen–Bandar-e Torkaman zwischen Akýaýla (Turkmenistan) und Aschk Tappeh (Iran). An beiden Grenzübergängen gibt es Umspuranlagen, da das Eisenbahnnetz des Iran Normalspur (1435 mm) aufweist. Weiter besteht eine kurze, nur etwa 2 km lange grenzüberschreitende Strecke, die in Artyk von der Transkaspischen Eisenbahn abzweigt.
Afghanistan
Die turkmenische Eisenbahn quert an zwei Stellen die Grenze nach Afghanistan, aber nur jeweils für wenige Kilometer. Die dort bestehenden kurzen Streckenabschnitte bilden in Afghanistan Inselbetriebe.

## Schienenfahrzeuge

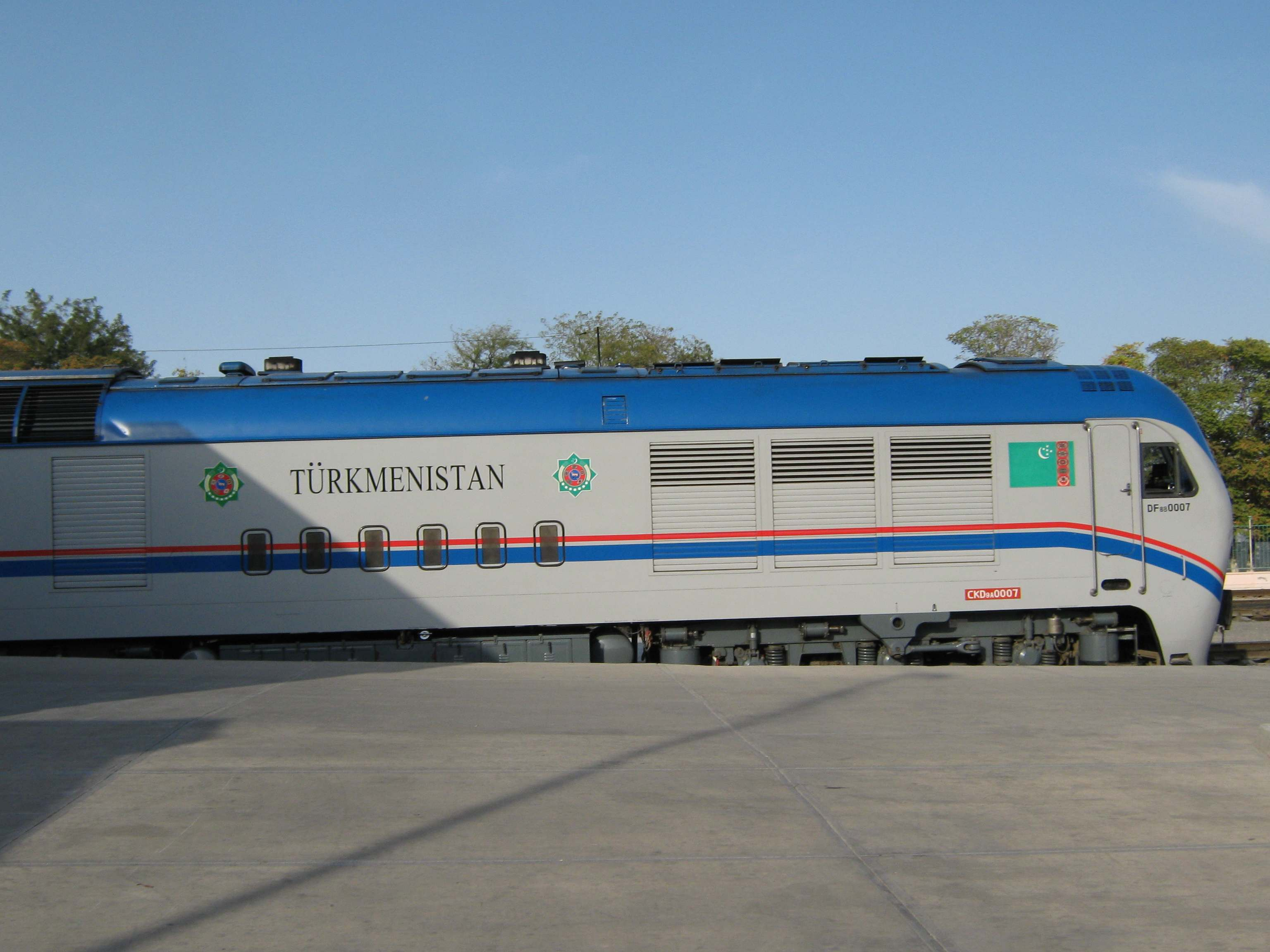
Diesellokomotive CKD9A

Siehe: Schienenfahrzeuge der Türkmendemirýollary

## Einschienenbahn
Die Einschienenbahn Aşgabat liegt im Olympischen Dorf von Aşgabat. Sie wurde ab 2012 von der türkischen Baufirma Polimeks errichtet. Auf ihr werden 25 Meter lange Schienenfahrzeuge von Intamin eingesetzt.

## Projekt: Metro Aschgabat
Mehrfache Ansätze, in der Landeshauptstadt Ashgabat eine U-Bahn zu bauen, sind bis jetzt (2022) gescheitert.